# Konstal 105Ng
Konstal 105Ng (podtyp tramvaje 105N) je model tramvaje vyráběný polskou společností Konstal v roce 1993. Celkem byly vyrobeny 2 vozy, které v roce 2020 stále jezdily ve Varšavě.

## Konstrukce
Tramvaj 105Ng vychází (stejně jako některé další typy polských tramvajových vozů 90. let 20. století) z konstrukce typu Konstal 105Na ze začátku 80. let 20. století. Jde o jednosměrný čtyřnápravový motorový tramvajový vůz se třemi výklopnými dveřmi a standardní výškou podlahy. Každou nápravu pohání jeden trakční stejnosměrný motor Ltd-220 s výkonem 41,5 kW. Tramvaj je vybavena odporovou elektrickou výzbrojí. Proud je z trolejového vedení odebírán polopantografem. Řidičova kabina je uzavřená a oddělená od salónu pro cestující. V něm jsou plastové sedačky s textilním potahem rozmístěny v uspořádání 1+1. Horní část oken je výklopná.

## Dodávky
| Současný stát | Město   | Článek | Typ   | Roky dodávek | Počet vozů | Evidenční čísla při dodání | Poznámky | Zdroj |
| ------------- | ------- | ------ | ----- | ------------ | ---------- | -------------------------- | -------- | ----- |
| Polsko        | Varšava | článek | 105Ng | 1993         | 2          | 1423–1424                  |          | [ 2 ] |